# Língua ongota
A língua ongota, birale ou birayle é uma língua moribunda falada no sudoeste da Etiópia. No ano 2000, confirmou-se seu estado de declive, tendo apenas oito falantes nativos adultos. A maioria dos falantes adotaram a língua ts'amakko em seu lugar. A gramática segue o ordem Sujeito-Verbo-Objeto. É provavelmente uma língua afroasiática, mas essa classificação é controversa. Em 2004 vinha sendo estudada por Aklilu Yilma da Universidade de Adis Abeba.

## Características
A língua Ongota apresenta características que poderiam situar tanto dentro das línguas afro-asiáticas como nas nilo-saarianas. Fleming (2006) a considera como um ramo isolado dentro das afro-asiáticas.  Savà e Tosco (2003) a consideram como um das línguas cushíticas orientai, porém um substrato nilo-saarariano. Segundo essa hipótese, os falantes de Ongota tiveram originalmente uma língua  nilo-saariana (das quais a língua guarda traços) e foram depois influenciados pelas cushíticas.

## Lígações externas
- «Artigo noEthnologue on Ongota»
- «A paper which includes a wordlist of Ongota» (PDF)